# Yohan Cabaye
Yohan Cabaye (pronunție în franceză [jɔ.an ka.baj]; n. 14 ianuarie 1986, Tourcoing, Nord-Pas-de-Calais, Franța) este un fost fotbalist francez care a evoluat pe postul de mijlocaș. A fost internațional cu echipa națională de fotbal a Franței.

## Statistici carieră

### Club
La match played 24 February 2014..
| Club             | Sezon         | Campionat | Campionat | Campionat | Cupă    | Cupă   | Cupă     | Europe  | Europe | Europe   | Total   | Total  | Total    |
| Club             | Sezon         | Meciuri   | Goluri    | Asisturi  | Meciuri | Goluri | Asisturi | Meciuri | Goluri | Asisturi | Meciuri | Goluri | Asisturi |
| ---------------- | ------------- | --------- | --------- | --------- | ------- | ------ | -------- | ------- | ------ | -------- | ------- | ------ | -------- |
| Lille            | 2004–05       | 6         | 0         | 0         | 4       | 0      | 0        | 4       | 0      | 0        | 14      | 0      | 0        |
| Lille            | 2005–06       | 27        | 1         | 3         | 5       | 0      | 1        | 5       | 0      | 0        | 37      | 1      | 4        |
| Lille            | 2006–07       | 22        | 3         | 3         | 3       | 1      | 0        | 8       | 0      | 2        | 33      | 4      | 5        |
| Lille            | 2007–08       | 36        | 7         | 2         | 4       | 0      | 0        | —       | —      | —        | 40      | 7      | 2        |
| Lille            | 2008–09       | 32        | 5         | 3         | 3       | 1      | 1        | —       | —      | —        | 35      | 6      | 4        |
| Lille            | 2009–10       | 32        | 13        | 7         | 2       | 0      | 0        | 12      | 2      | 4        | 46      | 15     | 11       |
| Lille            | 2010–11       | 36        | 2         | 7         | 6       | 2      | 1        | 6       | 0      | 1        | 48      | 4      | 9        |
| Lille            | Total         | 191       | 31        | 25        | 27      | 4      | 3        | 35      | 4      | 7        | 253     | 39     | 35       |
| Newcastle United | 2011–12       | 34        | 4         | 9         | 4       | 1      | 0        | —       | —      | —        | 38      | 5      | 9        |
| Newcastle United | 2012–13       | 26        | 6         | 2         | 0       | 0      | 0        | 9       | 0      | 0        | 35      | 6      | 2        |
| Newcastle United | 2013–14       | 19        | 7         | 4         | 1       | 0      | 0        | —       | —      | —        | 20      | 7      | 4        |
| Newcastle United | Total         | 79        | 17        | 15        | 5       | 1      | 0        | 9       | 0      | 0        | 93      | 18     | 15       |
| PSG              | 2013–14       | 4         | 0         | 2         | 2       | 0      | 0        | 1       | 1      | 0        | 7       | 1      | 2        |
| PSG              | Total         | 4         | 0         | 2         | 2       | 0      | 0        | 1       | 1      | 0        | 7       | 1      | 2        |
| Total carieră    | Total carieră | 274       | 48        | 42        | 34      | 5      | 3        | 44      | 4      | 7        | 352     | 57     | 52       |

### Internațional
La match played 19 November 2013..
| Echipa națională | An    | Meciuri | Goluri |
| ---------------- | ----- | ------- | ------ |
| Franța           | 2010  | 1       | 0      |
| Franța           | 2011  | 8       | 0      |
| Franța           | 2012  | 10      | 1      |
| Franța           | 2013  | 7       | 1      |
| Total            | Total | 26      | 2      |

### Goluri internaționale
| 1                         | 15 June 2012    | Donbass Arena, Donețk, Ucraina  | Ucraina   | 2–0 | 2–0 | Euro 2012   |
| 2                         | 11 October 2013 | Parc des Princes, Paris, Franța | Australia | 4–0 | 6–0 | Meci amical |
| Corect la 13 October 2013 |                 |                                 |           |     |     |             |

## Palmares

### Club
Lille
- Ligue 1: 2010–11
- Coupe de France: 2010–11

### Internațional
Franța
- UEFA European Under-19 Football Championship: 2005
- Toulon Tournament: 2006